# 570 г. пр.н.е.

## Събития

### В Азия

#### Във Вавилония
- Навуходоносор II (605 – 562 г. пр.н.е.) е цар на Вавилония.[1]

#### В Мидия
- Астиаг (585/4 – 550/9 г. пр.н.е.) е цар на Мидия.[2]

### В Африка

#### В Египет
- Поражението на египетската войска изпратена срещу Кирена предизвиква въстание, при което един от военачалниците се обявява за нов фараон, а законният такъв – Априй (589 – 570 г. пр.н.е.) изпраща голяма войска срещу узорпатора, но тя претърпява поражение и той е пленен и детрониран.[3]
- Победилият узурпатор става фараон под името Амасис II (570 – 526 г. пр.н.е).[3]
- След това в 570 или 569 г. пр.н.е Априй прави неуспешен опит да си върне властта с помощта на гръцки войници.[3]
- Около тази година Египет поставя остров Кипър в подчинено положение.[4]

### В Европа
- Аристомен е архонт в Атина.[5]
- Около тази година умира тирана Клистен Стари, което слага край на тиранията в Сикион.[6]
- Фаларис управлява Акраг като тиран от около тази година до 554 г. пр.н.е.[7]

## Родени
- Клистен, атински политик и реформатор (умрял ок. 506 г. пр.н.е.)[8]
- Ксенофан, древногръцки философ, поет и религиозен мислител (умрял 475 г. пр.н.е.)[9]

## Починали
- Клистен Стари, тиран на Сикион